# Enchodelus arcuatus
Enchodelus arcuatus is een rondwormensoort. De wetenschappelijke naam van de soort is voor het eerst geldig gepubliceerd in 1939 door Thorne.